# Villa Medicea di Fiesole

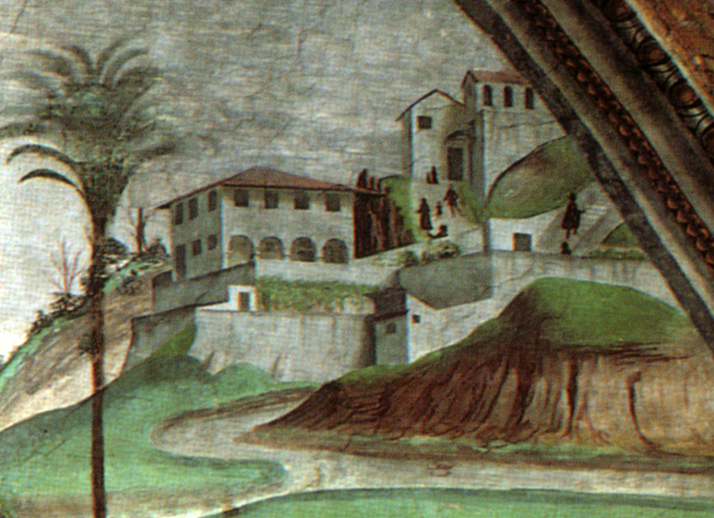
La villa au XVe siècle, détail de la Dormition de la Vierge de Domenico Ghirlandaio

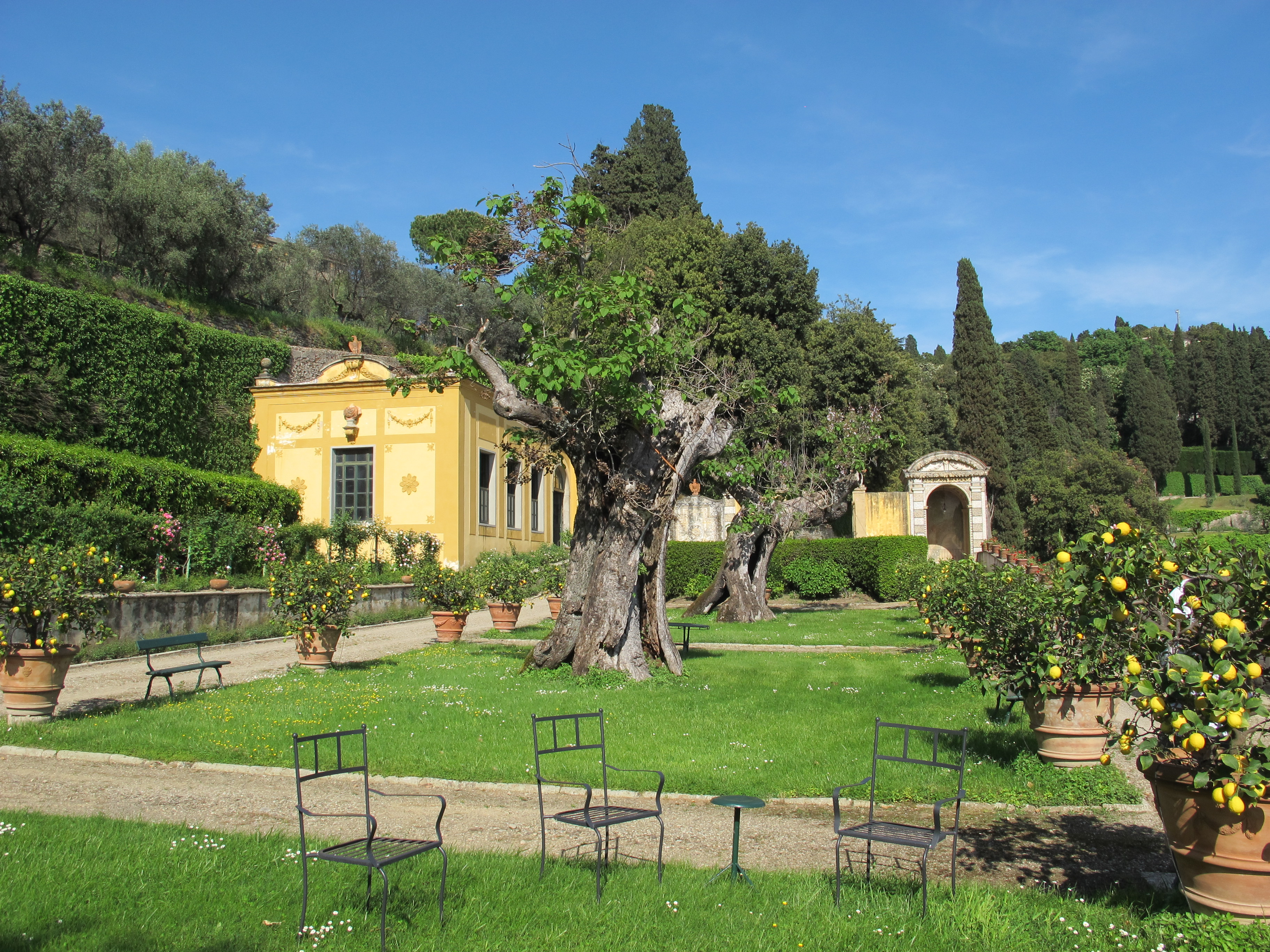
Le jardin

La  villa Medicea di Fiesole  (ou villa Medici a Fiesole) est une villa médicéenne construite par l'architecte Michelozzo. C'est l'une des plus anciennes, construite entre 1451 et 1457, et la mieux conservée. Elle est située sur la commune de Fiesole, limitrophe de Florence.

## Architecture
La villa a été construite à flanc de colline par Michelozzo pour Giovanni di Cosimo, le fils cadet de Cosme l’Ancien et frère de Pierre le Goutteux. Sa construction fut considérée par ses contemporains comme une prouesse. La description de la villa par Vasari, un siècle plus tard, dans sa Vie de Michelozzo, témoigne encore de cette admiration : « Et pour Giovanni, fils de Cosme de Médicis, Michelozzo construisit à Fiesole un autre magnifique palais, dont les fondations sont juste dans l’escarpement de la colline, ce qui coûta fort cher, mais fut ensuite très utile, car il fit dans la partie basse des voûtes, des caves, des étables, des pressoirs et de belles et pratiques pièces habitables ; au niveau supérieur, outre les chambres, salles et autres pièces ordinaires, il en fit quelques-unes pour la musique. En somme, Michelozzo démontra dans cette construction sa compétence d’architecte, car, en plus de ce que l’on vient de signaler, la maçonnerie fut faite de telle façon que malgré sa position sur une colline, elle n’a jamais bougé. »  
Les différents niveaux de terrassement nécessitérent des murs de soutènement aux dimensions alors inédites. Chaque niveau « associait étroitement l'architecture des locaux et les jardins selon une division rationnelle. »

## Un lieu de villégiature
La villa offrait depuis ses hauteurs un magnifique panorama sur Florence. Elles correspondait au lieu de villégiature idéal, tel que le décrivait Alberti dans son traité Della Famiglia situé « dans un lieu un peu élevé, dans un environnement de champs et forêts », et exposé au soleil. Elle était particulièrement appréciée par Politien qui en vante les mérites dans une lettre à Marsile Ficin.
Laurent le Magnifique en hérita en 1469 après la mort de son père Pierre le Goutteux. Domenico Ghirlandaio célébra la renommée de la villa en la représentant dans la Dormition de la Vierge, la fresque de la chapelle Tornabuoni, qui achève le cycle de Marie dans l’église Santa Maria Novella de Florence (l‘édifice qui surplombe la villa est le couvent San Girolamo, une construction due à la volonté de Cosme l‘Ancien).
Elle resta la propriété des Médicis jusqu'en 1671 et changea ensuite plusieurs fois de mains : en 1772, elle fut vendue à Lady Orford, la belle-sœur d'Horace Walpole. Elle fit ouvrir une viale, une voie carrossable, pour relier la villa à la Via Fiesolona, afin de la rendre plus accessible. Au XIXe siècle la villa fut acquise par l'artiste William Blundell Spence et, en  1911, par Lady Sybil Cutting, femme de l'écrivain Geoffrey Scott et mère d'Iris Origo qui y passa son enfance.

## Sources
- (it) Cet article est partiellement ou en totalité issu de l’article de Wikipédia en italien intitulé « Villa medicea di Fiesole » (voir la liste des auteurs).